# Ortswehr

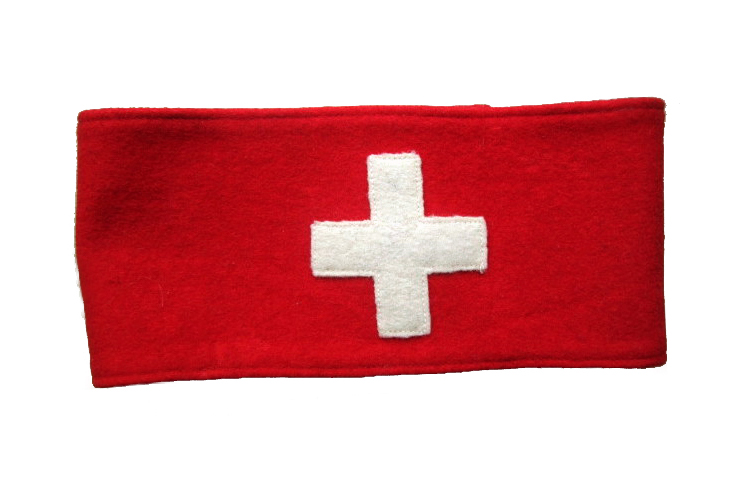
Eidgenössische Armbinde

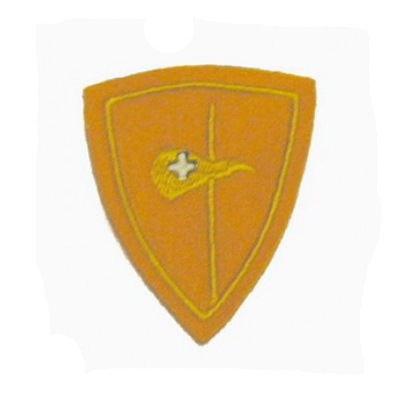
Oberarm-Abzeichen der Ortswehr ab 1949, mit Hellebarde

Die Ortswehren (französisch gardes locales, italienisch guardie locali) der Schweizer Armee wurden ab 1940 aufgestellt. Am 1. Januar 1941, sieben Monate nach ihrer Gründung, gab es bereits 2835 Ortswehren, die einen Totalbestand von 127'563 Personen aufwiesen. Die Ortswehren wurden 1967 aufgelöst.
Schweizer Männer waren im Allgemeinen bis zu einem Alter von 60 Jahren militärisch eingeteilt, ab 1960 bis zum Alter von 50. Bei eingeschränkter Tauglichkeit leisteten sie Dienst im Hilfsdienst der Armee, bei Dienstuntauglichkeit im Zivilschutz. Frauen konnten sich ab 1939 freiwillig zum Frauenhilfsdienst der Armee melden.
Freiwillige Männer und Frauen, die nicht dienstpflichtig waren, konnten sich zur Ortswehr melden wenn sie mindestens 16 Jahre alt waren. Sie wurden zu Beginn lediglich mit einer Armbinde als Uniform ausgestattet und verstärkten die regulären Streitkräfte auf lokaler Ebene. Männer wurden bewaffnet oder trugen private Waffen, Frauen hatten keine Kampffunktion und waren unbewaffnet. Die Ortswehr hatte Kombattantenstatus.